# Rayo Vallecano (kvinder)
Rayo Vallecano Femenino er kvindernes afdeling af Madrid fodboldklubben Rayo Vallecano, der spiller i den spanske Primera División. Mellem 2008 og 2011 vandt klubben tre nationale mesterskaber og et Copa de la Reina de Fútbol.

## Aktuel trup
Oversigten er opdateret til og med 16. juni 2022.
| Nr. | Land       | Position | Spiller           |
| --- | ---------- | -------- | ----------------- |
| 1   | Spanien    | MM       | Patricia Larqué   |
| 2   | USA        | FO       | Danielle Hayden   |
| 3   | Spanien    | FO       | Laia Ballesté     |
| 4   | Spanien    | MI       | Pilar García      |
| 5   | Spanien    | FO       | Paula Andújar     |
| 6   | Spanien    | MI       | Paula Fernández   |
| 7   | Spanien    | AN       | Iris              |
| 8   | Japan      | MI       | Yoko Tanaka       |
| 9   | Brasilien  | AN       | Isadora Freitas   |
| 10  | Chile      | MI       | Yanara Aedo       |
| 11  | Montenegro | AN       | Slađana Bulatović |

| Nr. | Land      | Position | Spiller         |
| --- | --------- | -------- | --------------- |
| 12  | Spanien   | MI       | Patri Hidalgo   |
| 13  | Spanien   | MM       | Yohana Gómez    |
| 14  | Spanien   | MI       | Pauleta         |
| 17  | Brasilien | AN       | Millene Cabral  |
| 18  | Chile     | FO       | Camila Sáez     |
| 19  | Spanien   | AN       | Carla Bautista  |
| 20  | Danmark   | FO       | Cecilie Struck  |
| 21  | Spanien   | MI       | Leles           |
| 22  | Spanien   | FO       | María Bores     |
| 27  | Spanien   | MI       | Claudia Cabezas |
| 28  | Spanien   | FO       | Esther Calderón |

### Tidligere landsholdsspillere
- Argentina:Marianela Szymanowski
- Colombia:Nicole Regnier
- Equatorial Guinea: Jade Boho
- Guatemala:Ana Lucía Martínez
- Spanien: Maripaz Azagra, Saray García, Sonia Bermúdez, Vanesa Gimbert, Jennifer Hermoso, Alexandra López, Adriana Martín, Melisa Nicolau, Willy Romero, Cristina Vega, Sandra Vilanova